# Modern Combat 3: Fallen Nation
Modern Combat 3: Fallen Nation, abgekürzt auch MC3, ist ein von Gameloft für iOS und Android entwickelter Ego-Shooter. Mit Modern Combat 3: Fallen Nation wird das Franchise Modern Combat nach den Veröffentlichungen von Modern Combat: Sandstorm und Modern Combat 2: Black Pegasus fortgeführt. Für Apple iOS wurde es am 27. Oktober 2011 und für Android am 18. Dezember 2011 veröffentlicht. Das erste Update wurde am 23. Februar 2012 herausgegeben.

## Spielprinzip
Das Spiel führt das System der Modern Combat-Serie fort, das Spiel in Kampagne und Mehrspieler zu unterteilen.

### Kampagne
Der Spieler übernimmt die Rolle mehrerer Soldaten der U.S. Army, die in insgesamt 13 Missionen in den USA, Pakistan, Russland und Nordkorea erfüllen müssen. Die Missionsziele müssen alle ausgeführt werden, um die Handlung fortsetzen zu können. Hinzugekommen ist das Radar, welches Feinde auf einem Bildschirm in Echtzeit rot markiert. Der Spieler führt die Einsätze mit verschiedenen Waffen und Aufsätzen durch.

### Multiplayer
Der Multiplayer ist sowohl online über Gameloft Live als auch lokal über eine WLAN-Verbindung spielbar. Bis zu 12 Spieler können auf 8 verschiedenen Karten (Alarm, Aufklärung, Unterstützung, Countdown, Rausch, Lagerhaus, Trennen und Klettern) auf 7 Modi (z. B. Capture the Flag und Deathmatch) gegen- und miteinander spielen, während es bei Modern Combat 2 nur 4 Spielmodi auf 5 Karten waren. Der Spieler kann Waffenklassen erstellen und editieren. Zu den mehr als 20 auswählbaren Waffen gehören Pistolen, Pumpguns, Scharfschützengewehre, Sturmgewehre, leichte MGs, schwere MGs und Panzerfäuste. Zudem kann man für jede Waffenklasse 3 von mehr als 40 Fertigkeiten auswählen, die zum Einsatz kommen. Neben der Primärwaffen (Sturmgewehre, Scharfschützengewehre, Leichte MGs) kann man noch eine Sekundärwaffe (Pistole, Pumpgun, Panzerfaust) wählen. Zudem kommt ein Killstreak-System zum Einsatz, welches den Spieler für seine Killserien in Form von spezieller Luftunterstützung belohnt. Zudem gibt es ein Erfahrungs Punkte(EP)- und Rangsystem, mit dem man mit den Rängen verbesserte Waffen und Ausrüstungsgegenstände verdienen kann. Es gibt insgesamt 90 Ränge. Hat man Rang 90 erreicht, steht es einem offen, ob man in den Prestigemodus wechseln möchte oder nicht. Im Prestigemodus fängt man wieder von Rang 1 an, man behält jedoch alle gekauften Objekte (diese müssen jedoch wieder freigeschaltet werden) und ein anderes Rangsymbol in jedem Prestige (insgesamt 10). Man verdient für jede gemachte Aktion eine bestimmte Anzahl an EP und Spielgeld. Mit dem Geld kann man bereits freigeschaltete Waffen und Ausrüstungsgegenstände kaufen. Das Spielgeld kann man auch als In-App-Kauf mit echtem Geld kaufen.
Maps:
| Name          | Land      | Umgebung                                   |
| ------------- | --------- | ------------------------------------------ |
| Alarm         | Sibirien  | Verschneite Waffenfabrik in der Dunkelheit |
| Aufklärung    | Alaska    | Sägewerk                                   |
| Countdown     | Nordkorea | Startplatz für Nuklearraketen              |
| Trennen       | Pakistan  | Sehr armes Dorf in Pakistan                |
| Unterstützung | USA       | NSA Stützpunkt in Los Angeles              |
| Lagerhaus     | Russland  | Verschneites Lagerhaus                     |
| Rausch        | Nordkorea | Kleines Dorf im Dschungel                  |
| Klettern      | Nordkorea | Nordkoreanische Militärflugbasis           |

### Waffen
Zu den Waffen gehören überwiegend fiktive, die jedoch an echte Waffen angelehnt sind. Die KT-44 ist z. B. eine direkte Anlehnung der AK-47. Zu dem Waffenarsenal gehören Pistolen, Sturmgewehre, Vorderschaftrepetierflinten, Raketen- und Granatwerfer, leichte und schwere MGs, Scharfschützengewehre, verschiedene Granaten sowie Schutzwesten.
Auflistung aller Waffen (mit echtem Waffennamen dahinter):
Primärwaffen:
- Bravel-1 (SCAR-L)
- MC81 (MP7)
- Intercept-L200 (CheyTac Intervention)
- ACM (Adaptive Combat Rifle)
- Shred-4 (MG4)
- OPS55 (UMP-40)
- KT-44 (AK-47)
- Maiden (FAMAS)
- TXR-Reaper (TDI Vector)
- TZ4-Compakt (M4)
- KR600 (GM6 Lynx)
- Automat-X (AUG HBAR)
- ZN6-Prototype (XM8)

Sekundärwaffen:
- MK45 (USP .45)
- Defiler (Kel-Tec KSG)
- Vulture (Desert Eagle)
- Rampage-4 (AT4)
- N4010 (M1014)
- Roar 3000 (AA-12)
- ZXD (TBL-37)
- .44 Revolver (Colt Anaconda)

Granaten:
- Splittergranate
- Blendgranate
- Erschütterungsgranate
- Haftgranate
- Brandgranate
- Wurfmesser

## Abschussserien
Eine weitere Neuerung im Mehrspielermodus von Modern Combat 3 sind die Abschussserien. Man erreicht diese Belohnungen, indem man ohne zu sterben eine bestimmte Anzahl an Kills macht. Zur Abschussserie zählen Kills mit Primär- und Sekundärwaffen sowie mit Granaten. Abschüsse mit den Belohnungen zählen nicht zur Serie hinzu. Jeder Spieler hat alle Abschussserien immer dabei, sprich muss sie nicht extra auswählen. Zu den Belohnungen gehören:
| Name           | Benötigte Abschüsse | Beschreibung |
| -------------- | ------------------- | --- |
| Satellitenscan | 3                   | Der Satellitenscan bewirkt, dass die Gegner auf dem Radar für ungefähr 30 Sekunden als rote Punkte angezeigt werden.              |
| Luftangriff    | 5                   | Der Luftangriff bewirkt, dass ein Kampfflugzeug, an der Stelle der Karte wo sich am meisten Spieler befinden, eine Bombe abwirft. |
| Geschütz       | 7                   | Das Geschütz kann an einer Stelle der Karte aufgestellt werden, sollte es Gegner sichten, schießt es automatisch auf sie.         |
| Helikopter     | 10                  | Der Helikopter fliegt, wenn er eingesetzt wird, einmal am Rand der Karte entlang und schießt von oben auf die Gegner.             |
| Bomber         | 13                  | Der Bomber fliegt einmal über die Karte und wirft dabei Bomben ab, welche die Gegner töten.                                       |
| Atombombe      | 20                  | Wird die Atombombe gezündet, tötet sie alle Spieler auf der ganzen Karte und beendet das Spiel.                                   |

## Handlung

### Personen
Verschiedene Personen aus Modern Combat 2 tauchen in diesem Teil auf: Zum Beispiel Captain Turner (welcher im Laufe des Spieles getötet wird), Private Downs (bzw. Sergeant Downs), Sergeant Anderson, Warrant Officer Starks und General Popovich. Der Spieler übernimmt die Rolle der Soldaten Corporal James Walker und Master Sergeant Carter. Nach einem Hubschrauberabsturz stirbt Carter scheinbar.

### Inhalt der Handlung
Terroristen aus Russland, Nordkorea und Pakistan haben ein Terroristen-Netzwerk namens KPR gebildet. Neben den Krieg, den sie gegen die eigenen Regierungen führt, hat die KPR zudem den Vereinigten Staaten den Krieg erklärt. Die Streitkräfte der USA sind relativ machtlos, denn die KPR haben den gesamten Kollaps der Kommunikationsnetzwerke herbeigeführt und Massenvernichtungswaffen in mehreren Städten deponiert. Der Spieler schlüpft zunächst in die Rolle des Corporal James Walker, der zusammen mit seiner Einheit Anvil 1 das von KPR-Truppen besetzte NSA-Gebäude in Los Angeles infiltrieren und wichtige Daten sicherstellen muss.
Nach mehreren Missionen ändert sich der Auftrag. Anvil 1 wird bei einem Einsatz fast komplett getötet und Walker wird von Sgt. Downs, Leiter der Phantom-Einheit rekrutiert. Die Phantom-Einheit operiert zuerst in Alaska, um vermisste Mitglieder der Razor Squad (bekannt aus Modern Combat 2) zu retten. Mittlerweile sind die Anführer der KPR den Streitkräften bekannt: General Popovich, General Tong und Edward Page. Danach folgt die Infiltrierung eines Flugzeugträgers der KPR, der als Startort für Luftunterstützung der KPR diente und als schwimmendes Waffenlager eingesetzt wird. Dort findet die Phantom-Einheit Jets, die nach US-Angaben noch in der Testphase sind. Als Ursprung dieser Waffen wird nun eine Waffenfabrik in Sibirien infiltriert. Dort wird klar, dass die Lieferung der Waffen von Edward Page aufgegeben wurde. Man beschließt, den Befehlsstand der KPR zu töten, um die KPR zu schwächen. Infolgedessen wird die Phantom-Einheit nach Pakistan geschickt, wo sie trotz schweren Verlusten Edward Page gefangen nehmen können. Er verrät den Standort von General Tong, der sich auf einer nordkoreanischen Militärflugbasis befindet.
Die Phantom-Einheit wird mit dem Auftrag losgeschickt, General Tong tot oder lebendig gefangen zu nehmen. Mittlerweile wird eine Atomrakete von den KPR-Truppen unter Tong nach Seattle gestartet. Nach schweren Gefechten kann die Phantom-Einheit Tong stellen; jedoch sieht sie sich aufgrund schwerer Verteidigung gezwungen, Tong zu töten. Später führen Spuren die Phantom-Einheit zu einem Raketenstützpunkt in Nordkorea. Diesen sollen sie infiltrieren, die Atomraketen in seinem Inneren zerstören und anschließend General Popovich töten. Jedoch wird die Phantom-Einheit von General Popovichs Truppen nach einem Hinterhalt gefangen genommen. In der letzten Mission kann sich die Phantom Einheit freikämpfen, die Raketenbasis zerstören und Popovich töten.
Im Abspann sieht man, wie amerikanische Soldaten das Land zurückerobern.

## Entwicklung
Am 25. August 2011 veröffentlichte Gameloft einen Teaser-Trailer, der die Erscheinung von Modern Combat 3: Fallen Nation im Herbst offiziell ankündigte. In dem Trailer waren kurze Ausschnitte der Kampagne zu sehen. Kurz vor dem Release am 25. Oktober, veröffentlichte Gameloft einen Launch Trailer, der unter anderem Vorschau auf den Multiplayer-Modus gab. Das Spiel wurde am 27. Oktober für iOS und am 18. Dezember für Android freigegeben.

### Updates
- Am 23. Februar 2012 veröffentlichte Gameloft die Version „1.1.0“, welches zahlreiche Fehlerbehebungen und neue Features wie neue Ausrüstung enthielt.
- Am 15. März 2012 wurde Version „1.2.0“ veröffentlicht, welche kleine Fehler behob und Retina für das neue iPad einführte.
- Am 7. Juni 2012 fügte Gameloft, mit der Version „1.3.0“, dem Spiel 2 neue Mehrspielerkarten und neue Features hinzu.[1]
- Am 22. Oktober 2012 wurde Version „1.4.0“ veröffentlicht, die eine Sicherheitslücke schließt, welche Speed Hacks ermöglichte.
- Am 17. September 2014 wurde die Version „1.5.0“ veröffentlicht, welche die Kompatibilität mit iOS 8 und die „Anpassung“ (der Spielinhalt wurde nicht wirklich angepasst, sondern wird nur gestreckt angezeigt) an das 4" Display des iPhone 5,5C,5S und iPod Touch 5 mit sich bringt.